# Racines (Aube)
Racines é uma comuna francesa na região administrativa de Grande Leste, no departamento de Aube. Estende-se por uma área de 7,5 km². Em 2010 a comuna tinha 172 habitantes (densidade: 22,9 hab./km²).